# Metro v Hamburku
Metro v Hamburku je systémem podzemní a nadzemní dopravy ve Svobodném hanzovním městě Hamburk. Některé stanice nejdelší linky zasahují ovšem i na území sousední spolkové země Šlesvicko-Holštýnsko. Délkou železniční sítě 104,961 km je druhým nejdelším metrem v Německu. Otevření roku 1912 jej zařadilo také na druhé místo podle délky doby provozu (v obou případech po Berlínském systému podzemní dopravy). Specifikem metra je umístění velké části trasy nad zemí .

## Linky
Stanice metra jsou rozmístěmy na čtyřech linkách označených systémem U1 - U4. Nejnověji otevřena byla roku 2012 linka U4. Přehled stanic metra podle odpovídajících linek:
- U1 (celková délka 55,383 km): Norderstedt Mitte – Richtweg – Garstedt – Ochsenzoll – Kiwittsmoor – Langenhorn Nord – Langenhorn Markt – Fuhlsbüttel Nord – Fuhlsbüttel – Klein Borstel – Ohlsdorf – Sengelmannstraße – Alsterdorf – Lattenkamp – Hudtwalckerstraße – Kellinghusenstraße – Klosterstern – Hallerstraße – Stephansplatz – Jungfernstieg – Meßberg – Steinstraße – Hauptbahnhof Süd – Lohmühlenstraße – Lübecker Straße – Wartenau – Ritterstraße – Wandsbeker Chaussee – Wandsbek Markt – Straßburger Straße – Alter Teichweg – Wandsbek-Gartenstadt – Trabrennbahn – Farmsen – Berne – Meiendorfer Weg – Volksdorf

Soupravy se poté pravidelně střídají v jízdě na zastávky: Buckhorn – Hoisbüttel – Ohlstedt a Buchenkamp – Ahrensburg West – Ahrensburg Ost – Schmalenbeck – Kiekut – Großhansdorf
- U2 (24,534 km): Niendorf Nord – Schippelsweg – Joachim-Mähl-Straße – Niendorf Markt – Hagendeel – Hagenbecks Tierpark – Lutterothstraße – Osterstraße – Emilienstraße – Christuskirche – Schlump – Messehallen – Gänsemarkt (Oper) – Jungfernstieg – Hauptbahnhof Nord – Berliner Tor – Burgstraße – Hammer Kirche – Rauhes Haus – Horner Rennbahn – Legienstraße – Billstedt – Merkenstraße – Steinfurther Allee – Mümmelmannsberg

- U3 (20,681 km): Barmbek – Saarlandstraße – Borgweg (Stadtpark) – Sierichstraße – Kellinghusenstraße – Eppendorfer Baum – Hoheluftbrücke – Schlump – Sternschanze – Feldstraße – St. Pauli – Landungsbrücken – Baumwall – Rödingsmarkt – Rathaus – Mönckebergstraße – Hauptbahnhof Süd – Berliner Tor – Lübecker Straße – Uhlandstraße – Mundsburg – Hamburger Straße – Dehnhaide – Barmbek – Habichtstraße – Wandsbek-Gartenstadt

- U4 (13,318 km): Elbbrücken – HafenCity Universität – Überseequartier – Jungfernstieg – Hauptbahnhof Nord – Berliner Tor – Burgstraße – Hammer Kirche – Rauhes Haus – Horner Rennbahn – Legienstraße – Billstedt

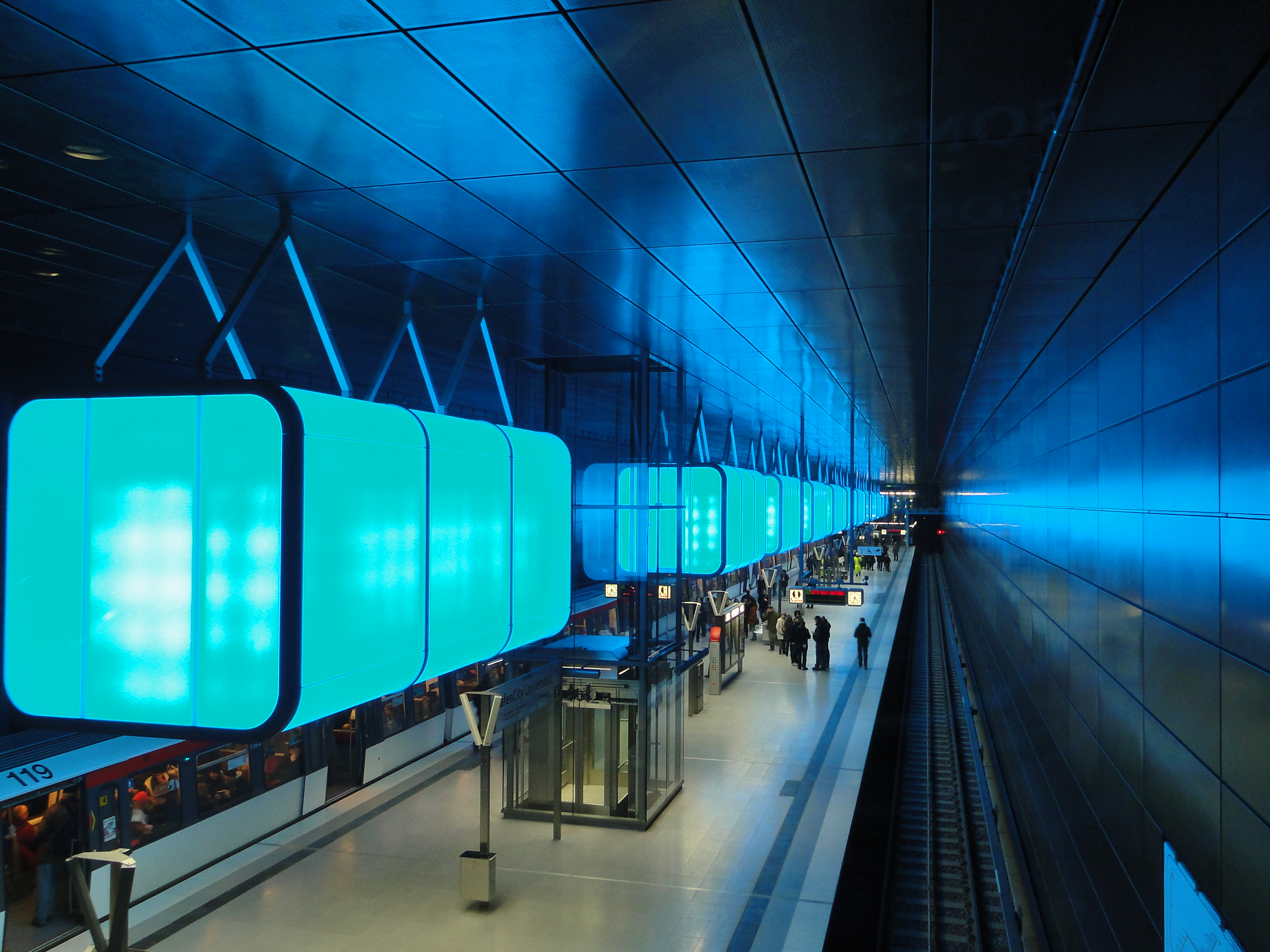
Nová stanice HafenCity Universität na lince 4

## Provoz
Linky metra jsou v provozu denně od 4. hodiny ranní až do 1 hodiny v noci. V centru města jezdí vozy v pětiminutových intervalech, jinde jezdí každých deset minut až do 23:20 (kromě rozdvojené linky U1, kde se cestující dočkají dalšího vozu až za dvacet minut). Ve dvacetiminutových intervalech pracují navíc linky metra i v nočních hodinách od pátku do neděle.

Nejstarší dosud sloužící lokomotivy byly uvedeny do provozu v roce 1962, nejnovější z roku 2012 již disponují klimatizací a možností přechodu mezi vozy.